# 분게이슌주

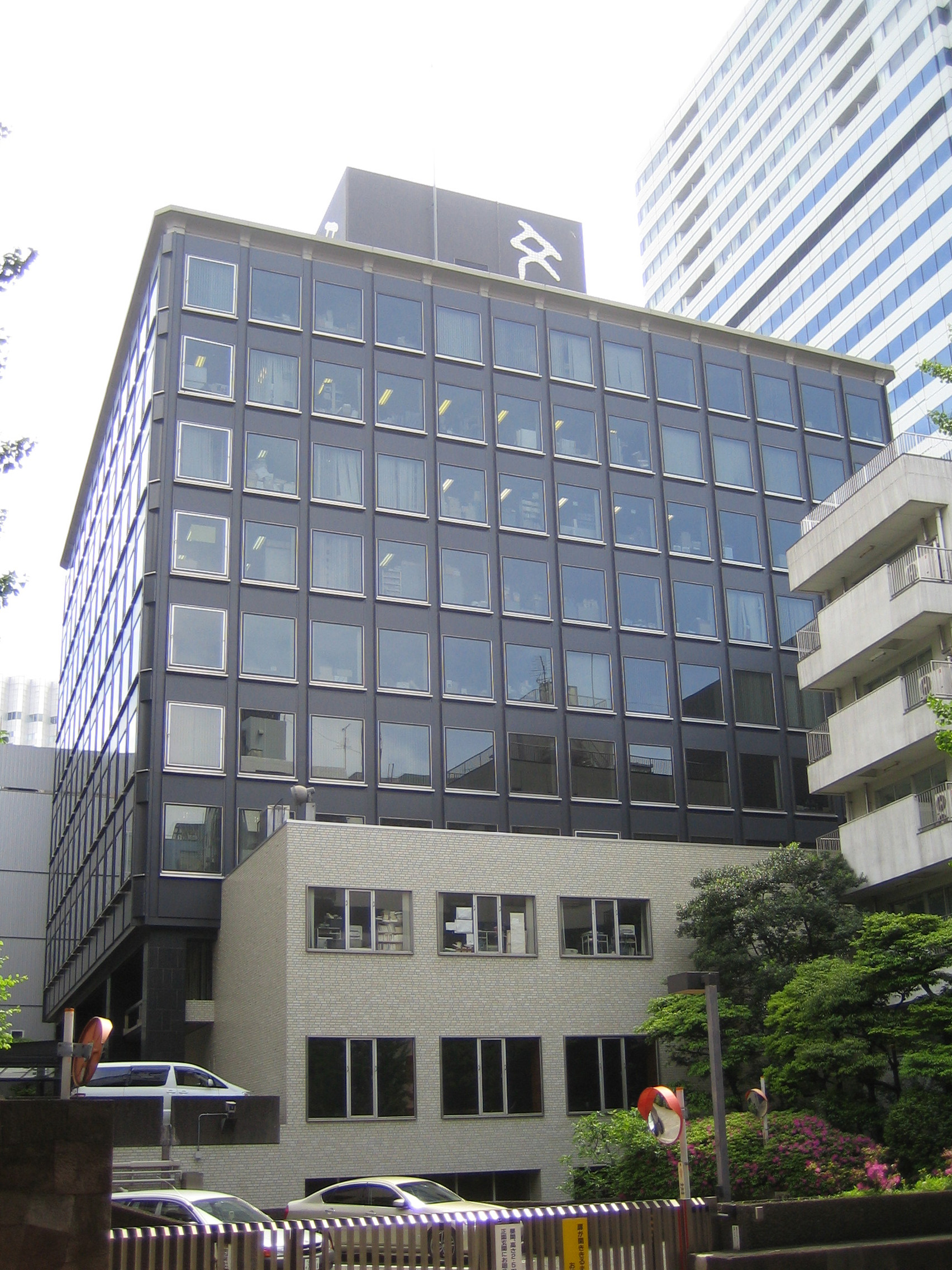
분게이슌주 서관

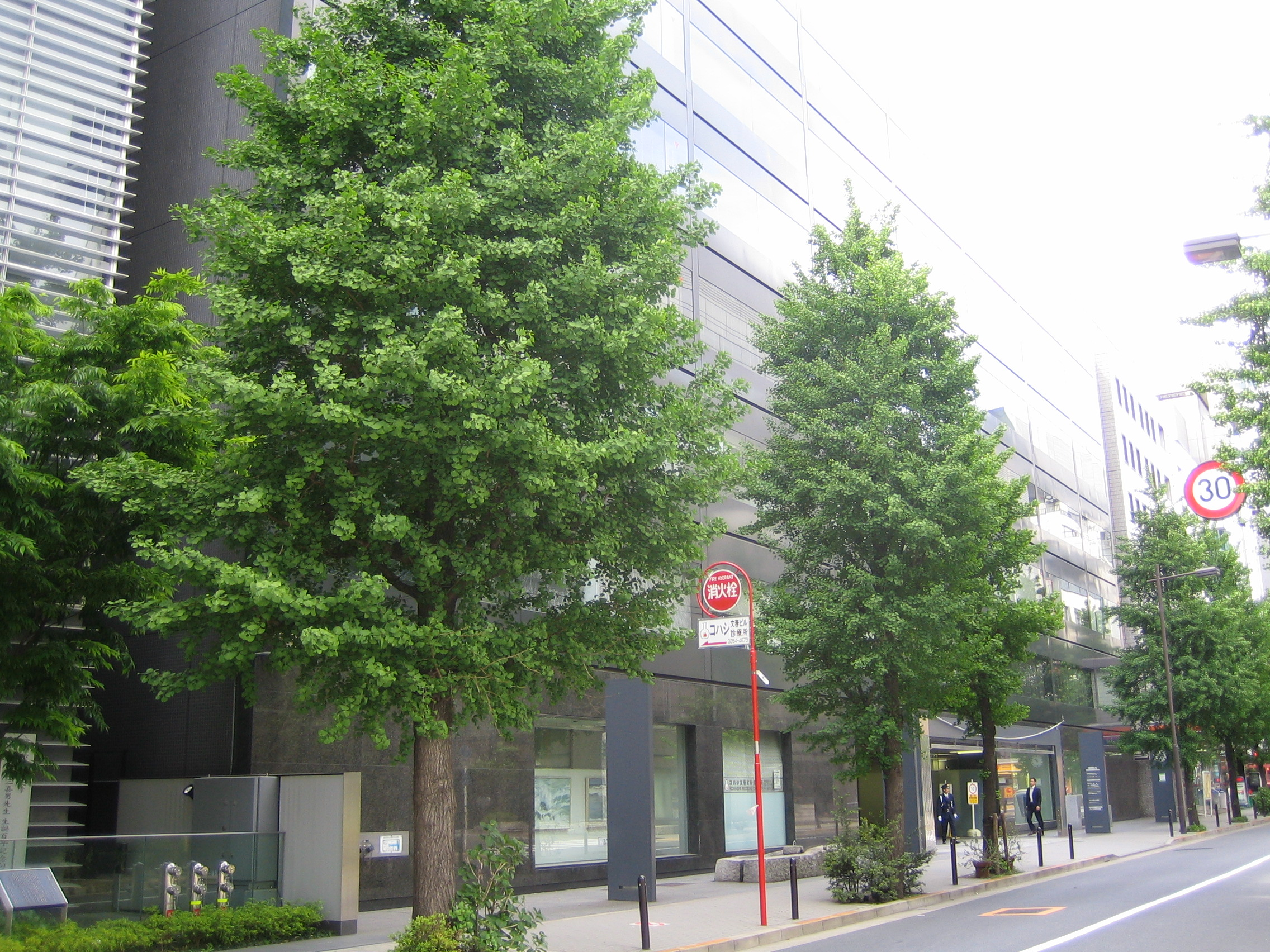
분게이슌주 본관

주식회사 분게이슌주(일본어: 株式会社文藝春秋)는 일본의 출판사이다. 아쿠타가와 류노스케상, 나오키 산주고상 등을 비롯한 많은 문예상을 수여하고 있다.
사원의 초임은 월 258,000엔으로 업계 내에서 가장 높은 수준이라고 알려져 있다. 분게이슌주의 문예상들은 출판계에서도 전통과 권위를 가진 상이지만, 최근의 수상작은 화제가 되지 않는 경우도 있고, 수상 작가가 계속해서 좋은 작품을 쓰고 있다고 말하기 어려운 때도 있다.

## 연혁
- 1923년 1월, 기쿠치 간이 분게이슌주샤로 창업.
- 1946년 3월에 해산하였으나, 같은 해 6월에 사원이 다시 모여 주식회사 분게이슌주신샤를 설립.
- 1966년 3월, 사명을 분게이슌주로 개칭.

## 주요 간행물

### 단행본
- 분슌 문고
- 분슌 문고 PLUS
- 분슌 신서

### 잡지
- 주간 문춘
- 분게이슌주(월간)

## 주간 분슌과 표현의 자유
《주간 분슌》은 일본을 대표하는 주간지라고 할 정도의 위치이며, 표현의 자유를 둘러싼 여러 문제에 대해 정면으로 대응하는 사례가 종종 있다.
2004년, 다나카 마키코 중의원 의원의 장녀의 사생활을 폭로한 기사를 게재하였다가, 소송을 통해 도쿄 지방재판소가 출판 금지 가처분 조치를 취하도록 한 적이 있다. 출판의 자유에 국가 권력이 간섭한다는 지적도 있었지만, 도쿄 고등재판소에서 처분이 취소되고 장녀 측이 특별 항고를 단념하면서 판결이 확정과 함께 사건이 종결되었다.
또한 2006년에는 이혼 상담사의 영업이 위법성을 띠고 있을지 모른다는 내용의 기사를 게재하였다. 이후 이 기사를 인용한 투고를 받아 업로드한 웹사이트에 대하여 저작권 침해와 해당 이혼 상담사의 명예 훼손을 이유로 지재법무부 명의로 삭제 의뢰를 제출하기도 했다.

## 참고 문헌
- 시오자와 사네노부, 《분게이슌주 - 기쿠치 간의 뜻으로 살아있다》, 론소샤.
- 분게이슌주, 《분게이슌주 70년사 - 본편》, 분게이슌주.
- 분게이슌주, 《분게이슌주 70년사 - 자료편》, 분게이슌주.

## 같이 보기
- 마르코 폴로 (잡지)(일본어판)
  - 마르코 폴로 폐간 사건(일본어판)
  - 파리 마치
  - 홀로코스트 부인